# 쑹장성

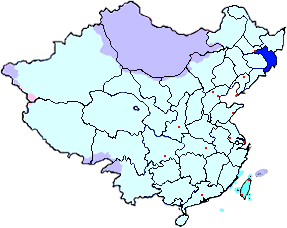
쑹장 성의 위치

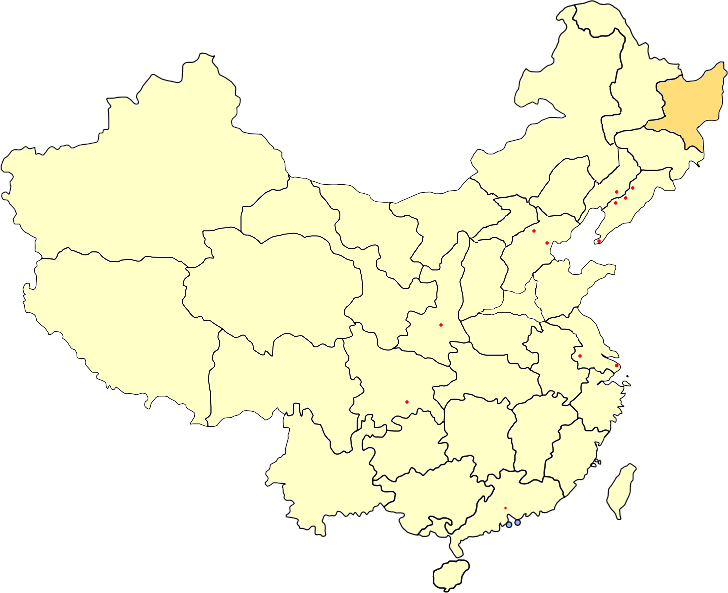
쑹장 성의 위치

쑹장성(한국어: 송강성, 중국어: 松江省, 병음: Sōngjiāng Shěng)은 예전에 중화인민공화국에 존재하던 성이다. 성도는 무단장 시였다. 면적은 329,397km2이고 인구는 1950년 경에 171,8089명이었다. 제2차 세계 대전 후에 세워진 둥베이 9성의 하나이다. 그러나 중국 국민당은 만주를 실질적으로 통치한 적은 없었기 때문에 명목상으로만 존재한 성이었다. 중국 공산당의 지배 하에 있었으며 성도는 1953년까지 하얼빈시였다. 1954년에 폐지되어 헤이룽장성의 일부가 되었다.
동쪽으로는 소련과 접했고 북쪽은 허장 성 및 넌장 성, 서쪽은 랴오베이 성, 남쪽은 한반도와 접했다. 현재의 지린성 옌볜 조선족 자치주의 대부분, 헤이룽장성 무단장 시의 대부분, 퉁허 및 이란 이남 지구에 해당한다. 중화민국이 주장하는 쑹장 성의 강역 가운데에는 명나라 건국 이후에 중국이 실효 지배한 적이 없는 조선민주주의인민공화국 량강도의 일부 지역도 포함된다.